# Gunnar Ekelöf
Bengt Gunnar Ekelöf, född 15 september 1907 i Stockholm, död 16 mars 1968 i Sigtuna i Stockholms län, var en svensk författare, poet och översättare. Han var från 1958 ledamot av Svenska Akademien. På egen begäran blev hans aska strödd över floden Paktolos i Sardes.

## Biografi

### Barndom- och ungdomsåren

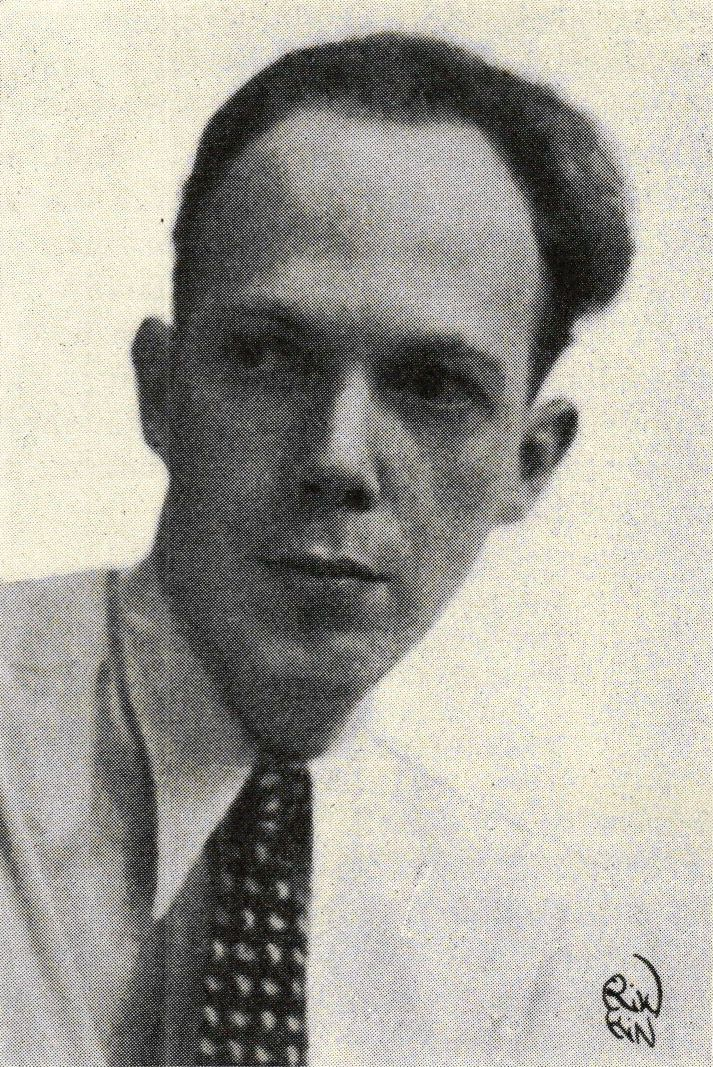
Ekelöf fotograferad av Anna Riwkin, tidigt 1930-tal.

Gunnar Ekelöf var son till Gerhard Ekelöf (1866–1916) och Valborg , född von Hedenberg (1881–1961), född i Umeå socken; morfadern var August von Hedenberg. Under sin barndom bodde han i Stockholm. Fadern hade varit fondmäklare och familjen var ekonomiskt välbärgad. Ekelöfs far blev, på grund av syfilis, psykiskt sjuk och avled då Ekelöf var nio år gammal. 
Ekelöf tog studentexamen 1926 och reste därefter till London för att studera orientaliska språk vid School of Oriental Studies. Efter språkutbildningen tänkte han sig en längre vistelse i Indien, vilket dock aldrig blev av. Senare samma år fortsatte han sina orientaliska studier vid Uppsala universitet, där han främst läste persiska och sanskrit.
År 1928 blev Ekelöf myndig och ärvde faderns förmögenhet. Han hade planer på att emigrera till Kenya där en bekant var chef för en stor kaffeplantage, vilket dock inte heller blev av. Han  vistades en tid i Frankrike och läste mycket fransk litteratur, bland annat de ledande modernistpoeterna Guillaume Apollinaire och Blaise Cendrars. Ekelöf ägnade sig vid denna tid också mycket åt musik och 1929 beslöt han sig för tredje gången att lämna Sverige. På hösten detta år reste han till Paris för att studera musik. Tonsättaren Gösta Nystroem bodde i Paris och Ekelöf tänkte sig att bli elev hos honom. Han lyckades dock aldrig få någon kontakt med Nystroem, men lärde istället känna konstnären Otto G. Carlsund som introducerade honom i den parisiska konstvärlden och för konstnärsgruppen Art concret.
Ekelöf levde som ung som rentier, men förlorade vid Kreugerkraschen 1932 en stor del av sin förmögenhet. Han var, tämligen medellös, under en längre period bosatt i Hölötrakten, bland annat en tid som hyresgäst på Vrå herrgård, därefter i eget torp.

### Litterär debut
Innan de ekonomiska bekymren hade han hunnit debutera i tidskriften Spektrum 1931, där han snart kom att ingå i redaktionen.
År 1932 debuterade Ekelöf i bokform med diktsamlingen sent på jorden, också den utgiven av förlaget Spektrum. Influerad av den då ganska okända surrealismen och med sina desperata, galghumoristiska formuleringar fick den ett starkt negativt bemötande av dåtidens ledande kritiker, men har senare kommit att betraktas som ett av de mest banbrytande verken i svensk litteratur. De följande samlingarna Dedikation, Sorgen och stjärnan och Köp den blindes sång fick bättre bemötanden, men Ekelöf tog senare själv avstånd från dem.
Med tusenåriga slag slog mitt stenhjärta i ådrorna.

Kanske fanns det förstenade fåglar och ödlor därinne!

Rhamphorhyncus! Archeopteryx!

I ett nytt ljus blev stenen levande fågel och flög sin kos

men kommer ibland av plikt eller vana tillbaka.

/.../

Allting vände sig i mig, allting förflyktigades.

Fågeln tog mina vingar och skänkte dem åt ett annat ljus.

Det släcktes. Det blev mörkt.

Archeopteryx! Archeopteryx!

Jag trevade omkring mig, fick ingenting i händerna

ingenting att minnas, ingenting att glömma...

/.../

### Genombrott
Genombrottet kom 1941 med diktsamlingen Färjesång, som brukar räknas till den svenska litteraturens främsta verk. Det är en granskning av människolivets viktigaste aspekter: "Jag sjunger om det enda som försonar, det enda praktiska, för alla lika". Samlingen markerar en ny period i skrivandet, mer intellektuellt och resonerande. I Färjesång ingår diktsviten Tag och skriv, liksom en av hans mest lästa dikter: Eufori, som skildrar en sommarnatt i Hölö.
I Non Serviam (1945) häcklar han det självgoda svenska välfärdssamhället i Till de folkhemske och uttrycker i titeldikten främlingskap och vantrivsel. Absurdism och groteskerier når en höjdpunkt i Strountes (1955), men genomsyrar hela författarskapet. Med den märkliga En Mölna-elegi (1960) tänjs genre- och språkgränserna.
Den sista fasen av diktandet är under stark påverkan av Ekelöfs intresse för Orienten och bysantinsk historia. Den innefattar tre samlingar som ibland kallas för "Dīwāntrilogin", Dīwān över Fursten av Emgión (1965), Sagan om Fatumeh (1966) och Vägvisare till underjorden (1967).
År 1952 tilldelades Ekelöf Frödingstipendiet. År 1958 efterträdde han på stol nummer 18 Bertil Malmberg i Svenska Akademien.
Det är inte enbart som poet i klassisk mening som Ekelöf är ihågkommen, utan kanske i än högre grad för den livsfilosofi som hans dikter uttrycker.

### Prosa och översättningar
Ekelöf var inte bara en stor poet utan skrev också prosa. Han skrev bland annat två samlingarna av "småprosa", Promenader (1941) och Utflykter (1947). Den självbiografiska En outsiders väg i den senare boken är en central text i hans författarskap. Han skrev också bokrecensioner.
Ekelöf var även en flitig översättare, och introducerade flera poeter för den svenska läsekretsen, till exempel Robert Desnos och Arthur Rimbaud.

### Eftermäle
Ekelöf har haft ett stort inflytande på generationer av senare författare inte bara i Sverige utan också på till exempel Inger Christensen, Jan Erik Vold och Robert Bly. Han räknas som en av Sveriges mest betydande poeter och har, trots eller därför att han kände ett avstånd till det samhälle och den tid som omgav honom och dess prydliga samförstånd, för många kommit att räknas som en av de viktigare kulturpersonligheterna i sin samtid. Han är översatt till flera språk och en levande svensk klassiker; hans förmåga att ompröva sig själv och sitt skrivande har varit en viktig förebild för många senare poeter. 
Carl Olov Sommars biografi blev omtalad, liksom Olof Lagercrantz' mer personliga bok, Jag bor i en annan värld men du bor ju i samma (1994). En annan studie med biografiskt tolkande inslag är Anders Olssons Ekelöfs nej (1983).
År 1989 bildades Gunnar Ekelöf-sällskapet för att främja intresset för Ekelöfs diktning.

### Privatliv
Gunnar Ekelöf gifte sig 1932 med Gunnel Bergström, som efter en kort tid lämnade honom för ett förhållande med Karin Boye. Han var gift med Gunhild Flodquist 1942–1951 och därefter med dennas syster Ingrid Flodquist. Med den senare fick han dottern Suzanne Ekelöf, född 1952.

### Enskilda verk
- Sent på jorden: Dikter 1927–31. Stockholm: Spektrum. 1932. Libris 20821081. http://litteraturbanken.se/forfattare/EkelofG/titlar/SentPaJorden1932/info
  -  Ny upplaga. Litografier av Tor Bjurström (Bibliofilupplaga). Stockholm: Bonnier. 1952. Libris 20821082. http://litteraturbanken.se/forfattare/EkelofG/titlar/SentPaJorden1952/info
  -  Sent på jorden med Appendix 1962. En natt vid horisonten 1930–1932. Stockholm: Bonnier. 1962. Libris 20821066. http://litteraturbanken.se/forfattare/EkelofG/titlar/SentPaJorden1962/info
- Dedikation: Dikter. Stockholm: Bonnier. 1933. Libris 1353446
- Sorgen och stjärnan: Dikter. Stockholm: Bonnier. 1936. Libris 444120
- Köp den blindes sång: Dikter. Stockholm: Bonnier. 1938. Libris 444115
- Färjesång: Dikter. Stockholm: Bonnier. 1941. Libris 444114. https://litteraturbanken.se/författare/EkelöfG/titlar/Färjesång/sida/5/etext – Faksimil hos [Litteraturbanken]
- Promenader: Småprosa. Stockholm: Bonnier. 1941. Libris 469025
- Ivan Aguéli. Svenska konstnärer. Göteborg: Bokkonst. 1944. Libris 541188
- Non serviam: Dikter. Stockholm: Bonnier. 1945. Libris 444117
- C. F. Hill. Svenska konstnärer. Göteborg. 1946. Libris 2628778
- Utflykter: Prosaskisser. Stockholm: Bonnier. 1947. Libris 444121
- Om hösten: Dikter. Stockholm: Bonnier. 1951. Libris 444118
- Strountes: Dikter. Stockholm: Bonnier. 1955. Libris 8077898
- Blandade kort: Essäer. Stockholm: Bonnier. 1957. Libris 82032
- Bertil Malmberg: Inträdestal i Svenska akademien. Inträdestal, Svenska akademien. Stockholm: Norstedt. 1958. ISSN 0346-7759 Libris 631886
- Opus incertum: Dikter. Stockholm: Bonnier. 1959. Libris 444119
- En Mölna-elegi: Metamorfoser. Stockholm: Bonnier. 1960. Libris 444116
- En natt i Otočac: Dikter. Stockholm: Bonnier. 1961. Libris 1271797
- Livet i ett svunnet Stockholm. Stockholm: Bonnier. 1963. Libris 803899 - Tillsammans med Gunnar Reinius.
- Dīwān över fursten av Emgión. Stockholm: Bonnier. 1965. Libris 8077901
- Sagan om Fatumeh: Dikter. Stockholm: Bonnier. 1966. Libris 8077899
- Vägvisare till underjorden: Dikter. Stockholm: Bonnier. 1967. Libris 12345
- Ekner, Reidar, red (1969). Lägga patience: Essäer. Stockholm: Bonnier. Libris 12090
- Partitur: Ett urval efterlämnade dikter 1965–1968. Stockholm: Bonnier. 1969. Libris 8077900
- Ekelöf, Ingrid, red (1971). En självbiografi: Efterlämnade brev och anteckningar. Stockholm: Bonnier. Libris 41719
- Ekelöf, Ingrid, red (1973). En röst: Efterlämnade dikter och anteckningar. Stockholm: Bonnier. Libris 7144129. ISBN 9100387746
- Cahier I 1930. Stockholm: Cinclus. 1982. Libris 814634
- Gunnar Ekelöfs dikt Samothrake. Hovås: Racine. 1982. Libris 7790753. ISBN 91-970218-2-2
- Gunnar Ekelöf skriver om konst. Sigtuna: Cinclus. 1984. Libris 424644
- Ikoner. Stockholm: Cinclus. 1986. Libris 597392
- Variationer: Dikter ur tidningar och tidskrifter. Lund: Ellerström. 1986. Libris 7758478. ISBN 91-8648-812-0
- Ikonsamlingen. Bromma: Cinclus. 1987. Libris 808399
- Jular i förskingringen. Stockholm: Sällsk. Bokvännerna. 1987. Libris 693851
- Gunnar Ekelöf: Brev, dikter, bilder. Stockholm: Bonnier. 1988. Libris 772006
- Drömmen om Indien och andra prosastycken. Bokvännens bibliotek, 0347-8386 ; 105. Stockholm: Sällsk. Bokvännerna. 1989. Libris 7591361. ISBN 91-702-2093-X
- Krönikor i Svenska familjetidningen 1940-43. Älsvjö: Gunnar Ekelöf-sällsk. 2001. Libris 8384353. ISBN 91-974050-5-1
- Kritiker i BLM. Enskede: Gunnar Ekelöf-sällsk. 2003. Libris 8866514. ISBN 91-974050-7-8
- Kritiker i Socialdemokraten, Vi & Dagens nyheter. Enskede: Gunnar Ekelöf-sällsk. 2003. Libris 9239911. ISBN 91-974050-8-6
- Poem om våra villkor: Fragment. Stockholm: Gunnar Ekelöf-sällsk. 2004. Libris 9751755. ISBN 91-974050-9-4
- Enquête: Gunnar Ekelöf svarar. Valda intervjuer och enkätsvar. Stockholm: Gunnar Ekelöf-sällskapet. 2005. Libris 10329215. ISBN 91-976008-0-6
- Dikter i Grönköpings veckoblad. Stockholm: Gunnar Ekelöf-sällskapet. 2016. Libris 19882770. ISBN 978-91-976008-9-7
- Också jag har varit Alfred Vestlund. Stockholm: Gunnar Ekelöf-sällskapet. 2016. Libris 19104151. ISBN 978-91-976008-8-0
- En röst: Efterlämnade dikter och anteckningar. Albert Bonniers förlag. 2017. Libris 18570858. ISBN 978-91-0-013701-4

### Brev
- Brev 1916–1968. Urval och kommentarer av Carl Olov Sommar. Stockholm: Bonnier. 1989. Libris 7147612. ISBN 91-0-047517-3
- Brevet till Maj Sandman. Inledning av Knut Ahnlund. Stockholm: Atlantis. 1989. Libris 7644786. ISBN 91-7486-905-1
- Åström, Paul, red (1990). Gunnar Ekelöf och Gottfrid Walldén: En brevväxling. Studies in Mediterranean archaeology and literature: Pocket-book, 90. Partille: Åström. ISSN 0283-8494 Libris 7599242. ISBN 91-7081-006-0
- Åström, Paul, red (1991). Brev från Gunnar Ekelöf. Studies in Mediterranean archaeology and literature: Pocket-book, 102. Göteborg: Åström. ISSN 0283-8494 Libris 7599241. ISBN 91-7081-005-2
- Gunnar Ekelöf och Evert Taube: En brevbetraktelse. Stockholm: Gunnar Ekelöf-sällskapet. 2011. Libris 22682432. https://litteraturbanken.se/forfattare/EkelofG/titlar/EkelofTaubeBrev/info
- Ejevall, Peter, red (2017). Tillgivne Gunnar – i all hast Leif: Ur Gunnar Ekelöfs och Leif Sjöbergs brevväxling. Stockholm: Gunnar Ekelöf-sällskapet. Libris 22123034. ISBN 978-91-984362-0-4
- Broder: Brevväxlingen mellan Gunnar Ekelöf och bröderna Gunnar & Ivar Hjorthén. Förord Carl Pontus Hjorthén, efterord Jonas Ellerström. Tragus Marginalserie, 16. Stockholm: Tragus förlag. 2019. Libris 6j40gjd74r8x02kt. ISBN 978-91-981760-7-0
- Svedjedal, Johan, red (2020). Sorgsna ögon: Brev till Gunnel Bergström 1930–1934. Biografiska essäer av Pia-Kristina Garde och Johan Svedjedal. Lund: Ellerströms. Libris 6jpxbtrd4l7j7xj5. ISBN 978-91-7247-591-5

### Samlade upplagor och urval
- Dikter 1–3. Stockholm: Bonnier. 1949. Libris 444110
  -  1. Sent på jorden. Dedikation. Libris 20821080. http://litteraturbanken.se/forfattare/EkelofG/titlar/SentPaJorden1949/info
  -  2. Sorgen och stjärnan. Köp den blindes sång. Libris 444113
  -  3. Färjesång. Non serviam. Libris 444111
- Dikter: 1932–51. Vår tids lyrik. Stockholm: Bonnier. 1956. Libris 1811146
- Verklighetsflykt: Valda promenader och utflykter. Stockholm: Bonnier. 1958. Libris 8207127
- Dikt i utvalg ved Erling Nielsen. Cappelens nordiske bibliotek. Oslo: Cappelen. 1963. Libris 1895350
- Promenader och utflykter: Samlad småprosa. En Delfin extravolym. Stockholm: Aldus/Bonnier. 1963. Libris 113644
- Dikter. Den svenska lyriken. Stockholm: Bonnier. 1965. Libris 31755
- Dikter. Biblioteca di cultura. Collana di poesia svedese, 6. Stockholm: Italica. 1966. Libris 1811134 – Svensk och italiensk parallelltext.
- Ekner, Reidar, red (1966). Vatten och sand: Dikter genom åren. Svalans lyrikklubb, 12. Stockholm: Bonnier. ISSN 0586-0326 Libris 444122
- Urval: Dikter 1928–1968 med inledning av Olof Lagercrantz. Stockholm: Bonnier. 1968. Libris 12351
- Dikter och prosastycken. Svalans svenska klassiker. Stockholm: Bonnier. 1990. Libris 7148416. ISBN 91-0-050207-3
- Ekner, Reidar, red (1991–1993). Skrifter 1–8. Stockholm: Bonnier. Libris 1250974
  -  1. Dikter 1927–1951: Skärvor av en diktsamling. Sent på jorden. Dedikation. Sorgen och stjärnan. Köp den blindes sång. Färjesång. Non serviam. Om hösten. 1991. Libris 1250975. ISBN 91-0-055162-7
  -  2. Dikter 1955–1962: Strountes. Opus incertum. En natt i Otočac. En Mölna-elegi. En natt vid horisonten. 1991. Libris 1250976. ISBN 91-0-055240-2
  -  3. Dikter 1965–1968: Dīwān över Fursten av Emgión. Sagan om Fatumeh. Vägvisare till underjorden. Partitur. Dīwān 2. Fatumeh 2. Lucifer sade. Ikoner. 1991. Libris 1250977. ISBN 91-0-055242-9
  -  4. Appendix 1927–1968: Teckningar, bilddikter, exclamations. Dikter vid skilda tillfällen. Bok av grotesker. 1992. Libris 1250978. ISBN 91-0-055293-3
  -  5. Valfrändskaper och andra översättningar: Hundra år modern fransk dikt. Arthur Rimbaud. Fransk surrealism. Berömda franska berättare. Valfrändskaper. Kineser. T.S. Eliot. Nelly Sachs. 1992. Libris 1250979. ISBN 91-0-055297-6
  -  6. Promenader och annan litterär prosa: Promenader. Utflykter. Ur Verklighetsflykt. Ungdomsnoveller. Småprosa. 1992. Libris 1250980. ISBN 91-0-055299-2
  -  7. Blandade kort och annan essäistik: Blandade kort. Lägga patience. Tredje given. 1992. Libris 1250981. ISBN 91-0-055434-0
  -  8. Tankesamling: Filosofiskt, estetiskt, politiskt. Kommentarer till författarskapet. Självbiografi. 1993. Libris 1250982. ISBN 91-0-055643-2
  -  Efterord. Komplement. Register. 1993. Libris 1250983. ISBN 91-0-055764-1
- Samlade dikter. Stockholm: Bonnier. 2004. Libris 9696759. ISBN 91-0-010542-2
- Samlade dikter 1–2. Svenska klassiker utgivna av Svenska akademien i samverkan med bokförlaget Atlantis. Stockholm: Svenska akademien i samverkan med Atlantis. 2015. Libris 17882259. ISBN 978-91-735-3803-9
- Samlade dikter. En klassiker från Albert Bonniers förlag. Stockholm: Albert Bonniers förlag. 2018. Libris 20008252. ISBN 978-91-0-014111-0

### Översättningar i urval
- 1933 – Fransk surrealism
- 1934 – Hundra år modern fransk dikt
- 1960 – Valfrändskaper

## Priser och utmärkelser
- 1949 – Tidningen Vi:s litteraturpris
- 1951 – De Nios Stora Pris
- 1952 – Gustaf Frödings stipendium
- 1953 – Bellmanpriset
- 1957 – Litteraturfrämjandets stora pris
- 1958 – Hedersdoktor i Uppsala
- 1961 – Bellmanpriset
- 1966 – Nordiska rådets litteraturpris för Diwan över fursten av Emgión
- 1967 – Bellmanpriset